# Eleições parlamentares na Eslováquia em 2016
As eleições parlamentares de 2016 na Eslováquia foram realizadas a 5 de Março e serviram para eleger os 150 deputados para o parlamento nacional.
Direcção - Social-democracia, partido do primeiro-ministro Roberto Fico, apesar de voltar a manter-se como o maior partido com 28,3% dos votos e 49 deputados, perdeu a maioria absoluta que detinha no parlamento.
A grande surpresa das eleições foi o sucesso dos partidos nacionalistas e de extrema-direita, com o Partido Nacional Eslovaco a regressar ao parlamento ao conseguir 8,6% dos votos e o movimento neonazi, Partido Popular Nossa Eslováquia a eleger deputados pela primeira vez na história, ao obter 8,0% dos votos.
Num parlamento fragmentado, com 8 partidos no parlamento, o novo governo é constituído por 4 partidos, liderado pela Direcção - Social-democracia e coligado com o Partido Nacional Eslovaco, o Most-Híd e A Rede.

## Resultados Oficiais
| Partido                 | Partido                          | Votos     | %               | +/-   | Deputados | +/-     |
| ----------------------- | -------------------------------- | --------- | --------------- | ----- | --------- | ------- |
|                         | Direção - Social-Democracia      | 737 481   | 28,28 / 100,00  | 16,13 | 49 / 150  | 34      |
|                         | Solidariedade e Liberdade        | 315 558   | 12,10 / 100,00  | 6,22  | 21 / 150  | 10      |
|                         | Gente Comum                      | 287 611   | 11,03 / 100,00  | 2,48  | 19 / 150  | 3       |
|                         | Partido Nacional Eslovaco        | 225 386   | 8,64 / 100,00   | 4,09  | 15 / 150  | 15      |
|                         | Partido Popular Nossa Eslováquia | 209 779   | 8,04 / 100,00   | 6,46  | 14 / 150  | 14      |
|                         | Nós Somos Família                | 172 860   | 6,63 / 100,00   | Novo  | 11 / 150  | Novo    |
|                         | Most-Híd                         | 169 593   | 6,50 / 100,00   | 0,39  | 11 / 150  | 2       |
|                         | A Rede                           | 146 205   | 5,61 / 100,00   | Novo  | 10 / 150  | Novo    |
|                         | Movimento Democrata Cristão      | 128 908   | 4,94 / 100,00   | 3,88  | 0 / 150   | 16      |
|                         | Partido da Comunidade Húngara    | 105 495   | 4,05 / 100,00   | 0,23  | 0 / 150   | Estável |
|                         | Outros                           | 108 874   | 4,17 / 100,00   |       | 0 / 150   |         |
| Votos Inválidos         | Votos Inválidos                  | 20 798    |                 |       |           |         |
| Total                   | Total                            | 2 648 184 | 100,00 / 100,00 |       | 150 / 150 |         |
| Eleitorado/Participação | Eleitorado/Participação          | 4 426 760 | 58,92 / 100,00  | 0,19  |           |         |